# Athearnia
Athearnia là một chi ốc nước ngọt, động vật thân mềm chân bụng trong họ Pleuroceridae.

## Các loài
Các loài thuộc chi Athearnia bao gồm:
- Athearnia anthonyi
- Athearnia crassa